# 朱縉𤊐
延長王朱縉𤊐（1561年—？），号湛虚主人，明朝肅藩第二代延長王，延長莊懿王朱真滰之孫，延長王長子朱弼棟的嫡長子，母為延長王長子夫人何氏。

## 生平
嘉靖四十年（1561年）出生。隆慶元年（1567年），獲賜名縉𤊐。萬曆二年（1574年），封延長王長孫。萬曆十六年（1588年），父親延長王長子朱弼棟去世。萬曆十九年（1591年），祖父延長莊懿王朱真滰去世。
萬曆二十一年（1593年）四月，朱縉𤊐襲封延長王。朱縉𤊐於何年去世不詳，諡號亦不詳。嫡長子朱紳封後襲爵。

## 家庭

### 子
- 嫡長子：延長長子→延長王朱紳封